# Serra Pelada
Serra Pelada è un villaggio brasiliano, distretto del comune di Curionópolis, nel sud-est del Pará.

## Descrizione
Serra Pelada è stata una grande miniera d'oro del Brasile, inaugurata nel 1980 e chiusa nel 1986; geograficamente era situata 430 chilometri a sud della foce del Rio delle Amazzoni. La miniera è stata resa famosa dalle fotografie scattate da Alfredo Jaar e più tardi da Sebastião Salgado, così come dalla prima sezione del documentario Powaqqatsi di Godfrey Reggio del 1988, testimonianze che mostrano un formicaio di lavoratori che spostano a mano grandi quantità di minerale. A causa della natura caotica di una simile operazione, risulta difficile stimare il numero di minatori che furono impiegati, ma si crede che fossero presenti almeno 100.000 persone, il che l'avrebbe resa una delle più grandi miniere del mondo. Oggi la miniera Serra Pelada è abbandonata, e il gigantesco pozzo aperto che è stato creato a mano si è riempito di acqua, dando vita un piccolo lago inquinato.

## Nella cultura di massa
- Powaqqatsi, un film documentario del 1988, si apre con riprese di Serra Pelada.
- Il tesoro dell'Amazzonia, film statunitense del 2003, è ambientato in una miniera fittizia con molti elementi basati sulla Serra Pelada.
- Il sale della terra, film documentario del 2014 diretto da Wim Wenders e Juliano Ribeiro Salgado, è incentrato sul fotografo brasiliano Sebastião Salgado, alcune delle cui opere più conosciute hanno per protagonisti i minatori della Serra Pelada
- Serra Pelada, un brano musicale del compositore statunitense Philip Glass